# Ф
Ef hay Fe (Ф ф; dạng in nghiêng: Ф ф) là một chữ cái Kirin, Ф thường đại diện âm xát môi răng vô thanh /f/, giống như cách phát âm của ⟨f⟩ trong "fill, f lee, hay f all". Ф được La Mã hóa là ⟨f⟩.

## Lịch sử
Ф có nguồn gốc từ chữ Phi (Φ φ) trong bảng chữ cái Hy Lạp. Hợp nhất và loại bỏ chữ Fita (Ѳ) trong bảng chữ cái tiếng Nga vào năm 1918.
Tên của Ф trong bảng chữ cái Kirin cổ là фрьтъ (fr̥tŭ hay frĭtŭ).
Trong hệ thống chữ số Kirin, Ф có giá trị 500.

## Các chữ cái liên quan và các ký tự tương tự khác
- Φ φ/ϕ : chữ cái Hy Lạp Phi
- Ѳ ѳ : chữ cái Kirin Fita
- F f : chữ cái Latinh F
- Ờ : chữ cái Armenia Piwr
- Q q: chữ cái Latinh Q
- Ჶ ჶ: Fi (chữ cái)

## Mã máy tính
| Kí tự               | Ф                          | Ф                          | ф                        | ф                        |
| ------------------- | -------------------------- | -------------------------- | ------------------------ | ------------------------ |
| Tên Unicode         | CYRILLIC CAPITAL LETTER EF | CYRILLIC CAPITAL LETTER EF | CYRILLIC SMALL LETTER EF | CYRILLIC SMALL LETTER EF |
| Mã hóa ký tự        | decimal                    | hex                        | decimal                  | hex                      |
| Unicode             | 1060                       | U+0424                     | 1092                     | U+0444                   |
| UTF-8               | 208 164                    | D0 A4                      | 209 132                  | D1 84                    |
| Tham chiếu ký tự số | &#1060;                    | &#x424;                    | &#1092;                  | &#x444;                  |
| KOI8-R và KOI8-U    | 230                        | E6                         | 198                      | C6                       |
| Code page 855       | 171                        | AB                         | 170                      | AA                       |
| Code page 866       | 148                        | 94                         | 228                      | E4                       |
| Windows-1251        | 212                        | D4                         | 244                      | F4                       |
| ISO-8859-5          | 196                        | C4                         | 228                      | E4                       |
| Macintosh Cyrillic  | 148                        | 94                         | 244                      | F4                       |